# Fabian Buhl
Fabian Buhl (* 2. November 1990 in Lindenberg im Allgäu) ist ein deutscher Boulderer und Alpinist. Buhl ist bekannt für die Solo-Begehung klettertechnisch schwieriger Mehrseillängen-Routen.

## Leben
Buhl begann mit 16 Jahren mit dem Bouldern, zuvor war er als alpiner Skifahrer aktiv. In Fachkreisen wurde er durch Wiederholungen von 8B-Boulders bekannt. Internationale Beachtung erlangte er 2013 durch die Eröffnung von Santoku (8B) in Bodio in der Schweiz. Im März 2013 gelang ihm die Wiederholung von Dreamtime (8C).
Drei Sprunggelenksfrakturen sowie zwei Fersenbrüche zwangen Buhl mit dem Bouldern aufzuhören. Er wechselte die Disziplin und begann mit Soloklettern im extremen Felsen. Buhl debütierte im Frühjahr 2014 im Trad-Klettern mit der Route Prinzip Hoffnung (8b/8b+) an der Bürser Platte in Österreich, die Beat Kammerlander 2009 eröffnet hatte. Es folgte Silbergeier (6 Seillängen, 200 m, 8b+) im Rätikon in der Schweiz, die ebenfalls von Kammerlander 1993 erstbegangen worden war. Im November 2014 gelang Buhl die erste Wiederholung Alexander Hubers 2012 eröffneter Route Nirwana (200 m, 8c+) an der Loferer Alm. Nirwana gilt als eine der schwierigste Mehrseillängenrouten der Welt.
Die Trad-Route Psychogramm (8b+, Eröffnung 2014 durch Alex Luger) an der Bürser Platte durchstieg Buhl in erster Wiederholung im Januar 2015. Im gleichen Jahr kletterte er die „von Christian Bindhammer erstbegangene Frontman Deluxe (9a) im Allgäu“.
Im Winter 2016 wiederholte Buhl solo die zehn-Seillängenroute Wetterbock (350 m, 8c), die Alexander Huber an der Wetterbockwand am Hohen Göll (2522 m) 2013 erstbegangen und 2014 „befreit“ hatte. Rotpunkt solo durchstieg Buhl die Route im Sommer des gleichen Jahres. Anschließend eröffnete er in einer Solobegehung die Route Ganesha (7 Seillängen, 4 Zwischenbohrhaken, 8c) an der Sonnwendwand der Lofer Steinplatte in Österreich. Mit Alexander Huber kletterte er dann im September 2016 die Sueños de Invierno (540 m, 8a) am Naranjo de Bulnes in Spanien rotpunkt in neun Stunden. Die Erstbegeher José Luis García Gallego und Miguel Ángel Díez Vives hatten 1983 noch 69 Tage benötigt.
Im Sommer 2017 gelang Buhl die erste Wiederholung des „8c-Boulder La Boa“, der von Fred Nicole 2011 eröffnet wurde. Es folgte eine Wiederholung der 2010 erstmals von Adam Ondra solo rotpunkt durchstiegenen Mehrseillängenroute Tough Enough (380 m, 8c) an der Ostwand des Karambony in Tsaranoro, Madagaskar. Anschließend kletterten er und Alexander Huber rotpunkt ihre 2016 eröffnete Route La Grand Rouge (15 Seillängen, 8b) am Tadrarate, Taghia im Hohen Atlas in Marokko. „Im Herbst 2017 schaffte“ Buhl „eindrucksvoll schnell und wieder im Alleingang „Odyssee“ (33 SL, X-), die härteste Route an der Eiger-Nordwand“, erstbegangen 2015 von Robert Jasper, Roger Schäli und Simon Gietl. Im Winter kletterte Buhl innerhalb einer Woche die kalifornischen „Highballs“ Ambrosia (8a), Too big to flail (7c, Eröffnung durch Alex Honnold) und die erste Wiederholung von Old Gregg (8a, Erstbegehung 2015 durch Ethan Pringle).
Die „Feuertaufe des Bergsteigens in großer Höhe“ gelang Buhl zusammen mit Alexander Huber im Sommer 2018. Sie eröffneten rotpunkt The Big Easy, eine 2200 m lange Route im Schwierigkeitsgrad 5.10+ A1 am Choktoi Ri (6166 m, auch als Suma Brakk bezeichnet) im Karakorum, Pakistan. Der Durchstieg wurde 2018 in die Auswahlliste für den Piolet d’Or aufgenommen.
Mit Luka Lindič eröffnete Buhl im Januar 2019 die Mixed-Route Sau hladno! (AI6 M5) an der Westseite der Cima Tosa. Im Februar 2019 kletterte Buhl den 8b+ Boulder Iur in Cresciano in dritter Begehung, Iur war 2018 von Giuliano Cameroni eröffnet worden.
Buhl studiert Geowissenschaften und lebt in Oberstaufen.

## Erfolge (Auswahl)

### Bouldern
- 2012: I portici (Fb 8a+), Osogna, Schweiz[25]
- 2012: Delusion of grandeur (Fb 8b), Chironico, Schweiz[25]
- 2012: Amber (Fb 8b), Brione, Schweiz[25]
- 2012: Crackline (Fb 8b), Chironico, Schweiz[25]
- 2012: Bourguignon (Fb 8b), Murgtal, Schweiz[25]
- 2012: New Base Line (Fb 8b+), Ausserferrera, Schweiz[25]
- 2012: American Gangster (Fb 8b+), Zillertal, Schweiz[26]
- 2012: Oliphant's dawn (Fb 8b+),  Rocklands, Südafrika[27]
- 2012: Golden shadow (Fb 8b+),  Rocklands, Südafrika[27]
- 2013: The dagger (Fb 8b+), Cresciano, Schweiz[28]
- 2013: Eröffnung von Santoku (Fb 8b+), Bodio, Schweiz[2]
- 2013: Dreamtime (Fb 8c), Cresciano, Schweiz[28]
- 2013: Anam Cara (Fb 8b+), Silvretta, Schweiz[23]
- 2017: innerhalb einer Woche Ambrosia (Fb 8a), Too big to flail (Fb 7c+/franz. 8b) und Old Greg (Fb 8a), Bishop, Vereinigte Staaten[29]
- 2017: Le Boa (Fb 8c), Walensee, Schweiz[15]
- 2019: Iur (Fb 8b+), Cresciano, Schweiz[30]

### Sportklettern
- 2015: Frontman Deluxe (9a), Allgäu[10]

### Trad-Klettern
- 2014: Prinzip Hoffnung (franz. 8b/8b+), Bürser Platte, Österreich[31]
- 2015: Psychogramm (franz. 8b+), Bürser Platte, Österreich[32]

### Alpine Mehrseillängen
- 2014: Nirwana (franz. 8c+, 7 Seillängen), solo rotpunkt, Loferer Alm, Österreich[33]
- 2014: Silbergeier (franz. 8b+, 6 Seillängen), Rätikon Schweiz[34][35]
- 2016: Solo-Erstbegehung (Rope Solo) der Route Ganesha (franz. 8c, 7 Seillängen), Loferer Steinplatte, Österreich[36][12]
- 2016: Winter-Solobegehung des Wetterbock (franz. 8c, 10 Seillängen), Nordwand Hoher Göll, Österreich und Rotpunktbegehung im Sommer[37][12]
- 2016: Rotpunktbegehung der Sueños de Invierno (franz. 8a, 540 m), Picu Urriellu, Spanien mit Alexander Huber in neun Stunden[38]
- 2017: Tough Enough (UIAA X+), rope-solo rotpunkt über 3 Tage, 10 Seillängen, 380 m, Madagaskar[12]
- 2017: Eröffnung der Route La Grande Rouge (franz. 8b, 17 Seillängen) rotpunkt an der Tadrarate, Taghia im Hohen Atlas in Marokko mit Alexander Huber[12][39]
- 2017: Odyssee (UIAA X-, 33 Seillängen, 1400 m), rope-solo , Eiger-Nordwand[12]
- 2018: Eröffnung der Route The Big Easy (YDS 5.10 + R A1 M6, 56 Seillängen, 2200 m) am Choktoi Ri (6166 m), Karakorum, Pakistan mit Alexander Huber[40][41]
- 2019: Eröffnung der Mixed-Route Sau hladno! (AI6 M5) an der Westseite des Cima Tosa mit Luka Lindič[42]
- 2019: Eröffnung der Route Déjà (franz. 8c+, 12 Seillängen, 400 m) in Rätikon[43]

## Filme (Auswahl)
- Fabian Buhl im Porträt. Vom Boulderer zum Bergsteiger. Fernsehreportage (2019), 30 Min., Redaktion: Steffen Lunkenheimer, BR Fernsehen. Erstsendung auf BR Fernsehen am 12. Mai 2019,[44] (bereitgestellt auf YouTube am 16. Mai 2019 vom Bayerischen Rundfunk, mit der Rotpunktbegehung Wetterbock).